# Saffron Walden Museum

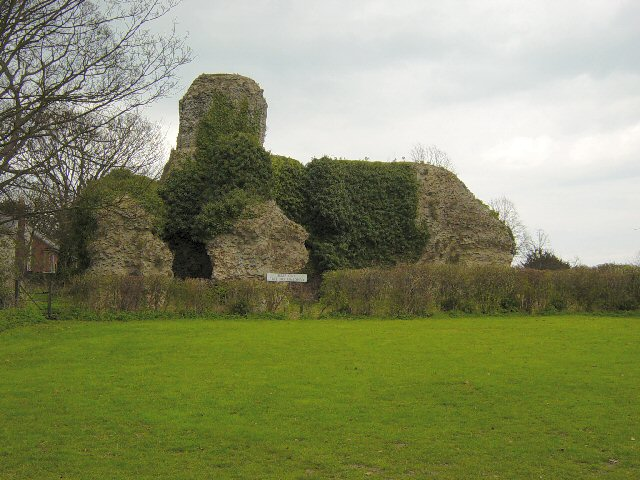
Die Ruine von Walden Castle neben dem Museum

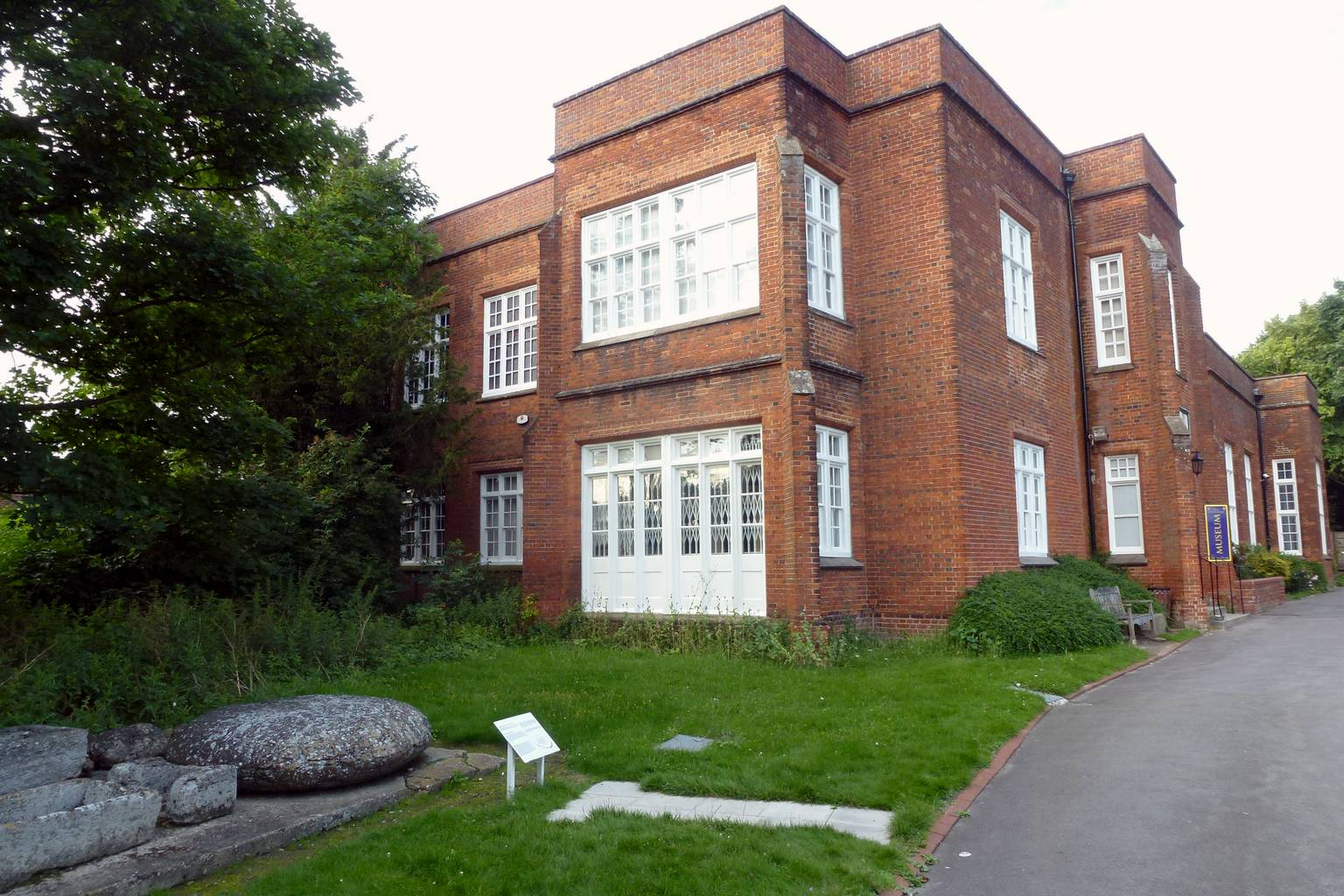
Das Saffron Walden Museum

Das Saffron Walden Museum ist ein Museum in der Museum Street in Saffron Walden in Essex.

## Geschichte und Bauwerke
Das Museum wurde 1835 eröffnet. Es steht in einem kleinen Park neben Walden Castle, das aus dem 12. Jahrhundert stammt. Eine Erweiterung um ein „Heritage Quest Centre“ ist geplant; diese Einrichtung soll 2012 eröffnet werden. Das Hauptgebäude ist zweistöckig und wirkt von außen eher nüchtern. Saffron Walden Museum ist eines der ältesten Museen des Landes, die von vornherein für diesen Zweck gebaut wurden. Beim Eingangstor befindet sich ein einstöckiges ehemaliges Schulgebäude aus dem Jahr 1817, das heute als Schulungsraum, Konservierungslabor und Lager dient. Einige Kilometer vom eigentlichen Museum entfernt befindet sich eine Dependance, die nicht allgemein für Besucher zugänglich ist, aber wissenschaftlich Interessierten offensteht. Hier werden größere Ausstellungsstücke und Reservesammlungen aufbewahrt. Dieses Gebäude stellt eine Notlösung dar, die nach der Räumung der eigentlichen Lagerräume in den Jahren 1984/85 notwendig wurde. 
Das Museum zeigt neben der ständigen Präsentation auch regelmäßig Sonderausstellungen.
Gründerin des Museums war die Saffron Walden Natural History Society, die es sich zur Aufgabe gemacht hatte, Kunst, Handwerk und Lebensweise der verschiedenen Völker ebenso zu zeigen wie einen Sinn für die Schönheiten der Natur bei den Besuchern zu wecken. 
Unterstützt wurde sie von etlichen reichen Quäkerfamilien der Umgebung, darunter den Familien Gibson, Tuke und Fry. Der erste professionelle Kurator des Museums wurde 1880 eingestellt. George Nathan Maynard wurde später von seinem Sohn Guy abgelöst, der dann Direktor des Ipswich Museums wurde. Die Sammlungen sind nach wie vor Eigentum der Gesellschaft, die inzwischen Saffron Walden Museum Society heißt. Seit 1974 wird das Museum aber vom Uttlesford District Council verwaltet.
Das Saffron Walden Museum ist an 363 Tagen des Jahres geöffnet und wird jedes Jahr von etwa 20.000 Personen besucht. Es ist barrierefrei gestaltet und besitzt einen kleinen Museumsshop.

## Sammlungen
Im Saffron Walden Museum sind Exponate zur Naturgeschichte von Nordwestessex zu sehen, aber auch Gegenstände aus ferneren Gegenden. Von den über 175.000 Sammlungsstücken kann nur ein kleiner Teil dem Publikum präsentiert werden. 
In der archäologischen Abteilung werden Funde gezeigt, die zum Teil aus prähistorischen Zeiten stammen. Exponate aus Nordwestessex illustrieren das Leben in dieser Gegend von der Eiszeit bis ins Mittelalter. Stein- und Bronzewerkzeuge sind hier ebenso vertreten wie Ausstellungsstücke zum Leben in der Eisenzeit und in der römischen Provinzstadt Chesterford. Ferner gibt es eine Abteilung über Ägypten und den östlichen Mittelmeerraum. Gezeigt werden griechische und zypriotische Gefäße sowie der Sarkophag des Priesters Tayef-Herut-Nakht aus dem 10. Jahrhundert vor Christus. Eine ägyptische Knaben- und eine Katzenmumie sind ebenfalls zu sehen. 
Die Keramik- und Glassammlung konzentriert sich hauptsächlich auf englische und europäische Produkte, wohingegen die Reisenden, Missionare, Soldaten und Kolonialherren die unterschiedlichsten Gegenstände aus fremden Ländern mitbrachten. So besitzt das Saffron Walden Museum etwa Kleidungsstücke, Instrumente und Kultgegenstände von mehreren Kontinenten.
Neben Ausstellungsstücken aus Menschenhand werden auch Mineralien und Fossilien präsentiert, darunter Ichthyosaurierknochen. Die naturwissenschaftliche Abteilung zeigt umfangreiche Sammlungen von Pflanzen- und Tierpräparaten. Das historische Herbarium umfasst mehr als 14.000 getrocknete Pflanzenteile. Sie wurden zum Teil von Sammlern wie George Stacey Gibson, Joshua Clarke, W.L.P. Garnons und Frederick Brocas zusammengetragen. Auch die Tierpräparate stammen zu einem großen Teil aus dem 19. Jahrhundert. Personen wie Joseph und Joshua Clarke, Jabez Gibson, John Gould und Stephen Salmon betätigten sich als Sammler und Präparatoren. Die Vogeleiersammlung stammt zum Teil von W.M. Tuke und H.E. Smith. Die Knochensammlung verdankt etliche Exponate Edward Tuck.

## Besondere Exponate

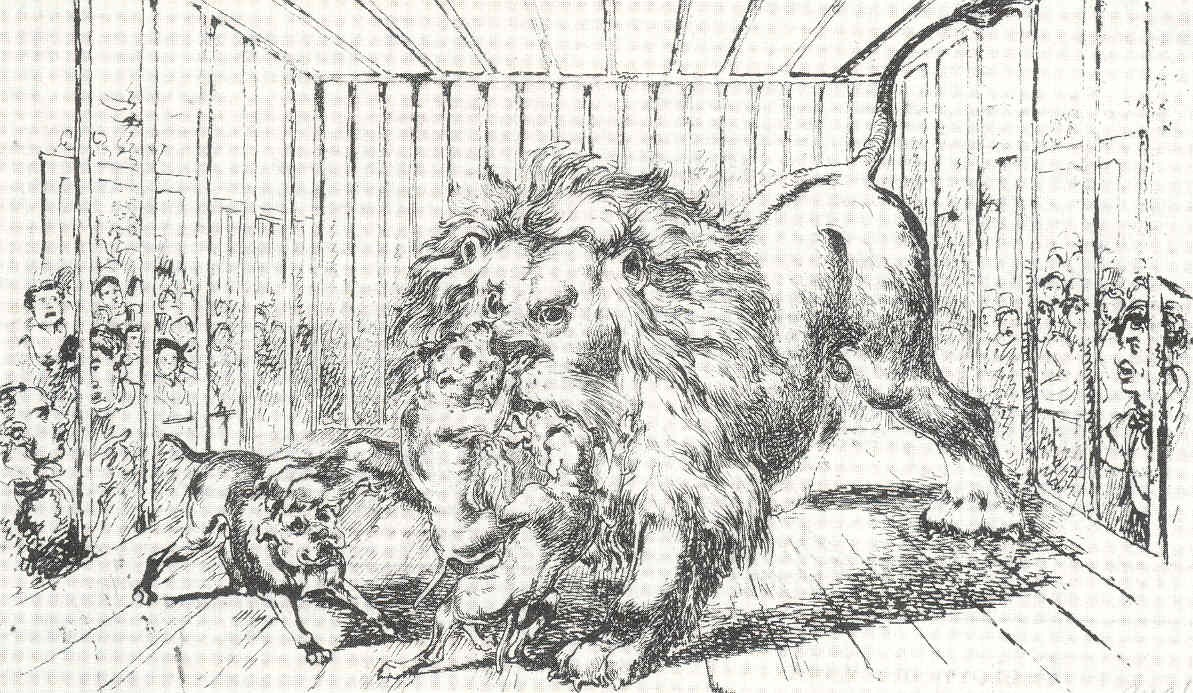
Wallace zu Lebzeiten

Ein Halsschmuck aus der Zeit der Wikinger wurde in der BBC-Serie A History of the World vorgestellt. Er stammt aus einem Frauengrab aus der Zeit um 875 bis 900 n. Chr. und wurde aus Glas, Silber, Karneol und Kristall gearbeitet und ist mit dem Symbol des Kreuzes geschmückt. Der Schmuck wurde 1876 auf dem Grundstück der Familie Gibson bei Hill House ausgegraben. Dieses Gelände war in der spätsächsischen Zeit ein Friedhof gewesen. Die übrigen Toten waren, wie es bei Christen in dieser Zeit üblich war, ohne Grabbeigaben bestattet worden; das Grab, aus dem der Schmuck stammt, bildete eine Ausnahme. Auch ein Stück der Haut des Elefanten Chunee wird im Saffron Walden Museum aufbewahrt.
Ein bekanntes Tierpräparat im Museum ist der Löwe Wallace. Wallace wurde 1812 in Edinburgh geboren. Er war der erste Afrikanische Löwe, der in England geboren wurde, und wurde nach William Wallace benannt. Er gehörte dem Menageriebesitzer George Wombwell, der ihn nach seinem Tod 1838 dem Museum schenkte. Zu Lebzeiten hatte Wallace den Schriftsteller Marriott Edgar, dessen Albert-Gedichte von Stanley Holloway vorgetragen wurden, zu der Ballade „The Lion and Albert“ inspiriert. Der präparierte Löwe ist eines der beliebtesten Ausstellungsstücke bei den Besuchern.